# Dessauer Gábriel
Dessauer Gábriel (Nyitra, 1805. – Balatonfőkajár, 1878. június 1.) rabbi.

## Élete
Szófer Mózes pozsonyi főrabbi tanítványa volt, negyven évig működött Balatonfőkajáron. Kiváló hebraista és tanult teológus volt.

## Művei
Önállóan megjelent művei:
- Das Buch Hiob. Übersetzt und commentiert (Pressburg, 1838)
- Jad Gabriel (uo. 1838), mely a Jóre Deá-hoz írt magyarázat
- Ha-Ariel (Buda, 1859), mely Rabbi bar Chónó talmudszerző tanításainak magyarázata
- Siré Zimró, a Genesis egy részének magyarázata és
- Degel ha-Levi

Prédikációs gyűjteménye is jelent meg Homiletische Skizzen (Buda, 1862.) címen. Héber verseket is írt.
Fiai Dessauer Móric meiningeni rabbi és Dessauer Gyula teológiai író voltak.